# 夷洲
夷洲，是中國史書記載的古代地名，又名夷州，早見於陳壽所著之《三國志·吳志·吳主傳》中，《后汉书·东夷列传》亦提及，確切地點不明，有說法指為台灣，但也有琉球群島，甚至其他島嶼等地之猜想。

## 現存史料中的相關記載
在《三國志·吳書·孫權傳》中，有以下這樣的一段敘述：
黃龍二年春正月，魏作合肥新城。詔立都講祭酒，以教學諸子。遣將軍衛溫、諸葛直將甲士萬人浮海求夷洲及亶洲。亶洲在海中，長老傳言秦始皇帝遣方士徐福將童年男女數千人入海，求蓬萊神山神及仙藥，止此洲不還。世相承有數萬家，其上人民，時有至會稽貨布，會稽東縣人海行，亦有遭風流移至亶洲者。所在絕遠，卒不可得至，但得夷洲數千人還。
在《三國志‧吳書‧陸遜傳》中有一段敘述：
 權欲遣偏師取夷州及朱崖，皆以諮遜，遜上疏曰：臣愚以為四海未定，當須民力，以濟時務。今兵興歷年，見眾損減，陛下憂勞聖慮，忘寢與食，將遠規夷州，以定大事，臣反覆思惟，未見其利，萬里襲取，風波難測，民易水土，必致疾疫，今驅見眾，經涉不毛，欲益更損，欲利反害。
在《三國志‧吳書‧全琮傳》中也有一段敘述：
 初，權將圖珠崖及夷州，皆先問琮，琮曰：“以聖朝之威，何向而不克？然殊方異域，隔絕障海，水土氣毒，自古有之，兵入民出，必生疾病，轉相污染，往者懼不能反，所獲何可多致？猥虧江岸之兵，以冀萬一之利，愚臣猶所不安。”權不聽。軍行經歲，士眾疾疫死者十有八九，權深悔之。
單憑這幾段文字的描述，並無法確定所指的「夷洲」和「亶洲」的位置。不過，沈瑩（三國時代吳國丹陽太守）在其所著的《臨海水土志》（約完成於西元268年至280年之間），對於「夷州」（並非「夷洲」），提供了以下的線索：
夷州在臨海郡東南，去郡二千里。土地無霜雪，草木不死。四面是山，眾山夷所居。山頂有越王射的正白，乃是石也。此夷各號為王，分劃土地，人民各自別異，人皆髡頭，穿耳，女人不穿耳。作室居，種荊為蕃鄣。土地饒沃，既生五穀，又多魚肉。舅姑子父，男女臥息共一大床。交會之時，各不相避。能作細布，亦作斑文布，刻畫其內有文章，以為飾好也。其地亦出銅鐵，惟用鹿觡為矛以戰鬥爾。磨礪青石以作矢鏃刃斧，環貫珠璫。飲食不潔。取生魚肉雜貯大瓦器中，以鹽鹵之，歷月餘日乃啖食之，以為上肴。呼民人為“彌麟”。如有所召，取大空材，材十餘丈，以著中庭。又以大杵旁舂之，聞四五里如鼓。民人聞之，皆往馳赴會。飲食皆踞相對，鑿床作器如稀槽狀，以魚肉腥臊安中，十十五五共食之。以粟為酒，木槽貯之，用大竹筒長七寸許飲之。歌似犬嗥，以相娛樂。得人頭，斫去腦，剝其面肉，留置骨，取犬毛染之以作鬢眉髮編，具齒以作口，自臨戰鬥時用之，如假面狀，此是夷王所服。戰，得頭，著首還。於中庭建一大材，高十餘丈，以所得頭差次掛之，歷年不下，彰示其功。又甲家有女，乙家有男，仍委父母，往就之居，與作夫妻，同牢而食。女以嫁皆缺去前上一齒。
上述記載見於《太平御覽》，而於《後漢書》之李賢注中，可見另一較短，但內容略有差異之版本：
 夷洲在臨海東南去郡兩千里，土地無霜雪，草木不死；四靣是山豁，人皆充髡髮、穿耳，女人不穿耳；土地饒沃，既生五穀又多魚肉；有犬，尾短如麕尾狀；此夷舅姑子婦臥息共一大牀，略不相避。地有銅鐵，唯用鹿格為矛以戰鬪，摩礪青石以作弓矢，取生魚肉雜貯大瓦器中，以鹽鹵之，歷月所日乃啖，食之以為上肴也。
沈瑩《臨海水土誌》一書，先已亡佚，當今輯佚功夫較深，且相對完整者，為張崇根著之《臨海水土異物志輯校》。

## 夷洲與臺灣的關係

### 認為夷洲是台灣的說法
日本學者市村瓚次郎《唐代前的福建及台湾》（唐以前の福建及び臺灣に就いて）一文中，認為根據《沈志》的記載，表示「認為夷州只可能是臺灣」。並在文中列舉出四點，包括「方向與距離」、「氣候」、「地形特產」和「風俗」等證據，推定夷州即臺灣； 其後伊能嘉矩也在《臺灣文化志》 一書中承市村氏之說，以巴宰語男性通稱 Mamarin（複數為Mamarumarun）音近「彌麟」（上古漢語：mje　r(h)jǝn）為例，論證夷州為臺灣之古稱。
中央研究院近代史研究所學者郭廷以的《台灣史事概說》（1954），以及廈門大學歷史系教授陳碧笙的《台灣人民歷史》（1993）中，也都引用沈瑩的該段敘述，指出夷州便是台灣。
中國統戰宣傳工具方面在1993年由中華人民共和國國台辦提出的《台灣問題與中國的統一》白皮書中採用「台灣古稱夷洲」的説法，並有以下這樣的說明：
台灣古稱夷洲、流求。大量的史書和文獻記載了由東南沿海的廣東、福建人民早期渡海開發台灣的情景。距今一千七百多年以前，三國時期孫吳武將沈瑩的《臨海水土志》等對此就有所著述，它們是世界上記述台灣最早的文字。公元三世紀和七世紀，三國孫吳政權和隋朝政府都曾先後派萬餘人去台。

### 認為夷洲不是台灣或無法確定是台灣的說法
然而，一些持反對意見的人认为以目前所知而言，只能推斷「夷洲『有可能』就是台灣」，但是並無法確實肯定這個陳述。對這個陳述質疑的相關理由，有以下幾點：
1. 柏楊在《柏楊版資治通鑑》18，《三國鼎立》(1985)中認為夷洲是琉球，亶洲是日本。
2. 臺灣歷史學者梁嘉彬在1958年發表〈吳志孫權傳夷洲亶洲考證〉，以東洋針路（航道）、季風、洋流等質疑三國時代吳國發現的「夷洲」就是臺灣的說法，並提出隋代的流求應是指今天的琉球群島。

許文雄(1980, 5)的看法來講，「夷洲」(I-chou)這個名詞，「可能是，也可能不是台灣」。類似的看法，還可以見之於戴天昭(1996，3)；以及梁嘉彬(1965)。
中國社會科學院政治學研究所馮鉞在2013年發表的〈夷洲問題再辨析〉從航路、方向等因素，指出夷洲應是琉球而不是台灣，認為當時航海技術既然能抵達東南亞，必然有能力達到比台灣更遠之琉球，惟並未考慮到元代以前過洋牽星術尚未引進中國，帆船難以遠離海岸航行。。
嘉義大學中文系助理教授謝予騰在2021年3月，於《成大中文學報》發表〈夷州是否為臺灣古地名再論－－關於犬尾與犬毛〉一文，以臺灣犬隻的生物特徵為主論辯，輔以出土犬隻遺骸、文物、原住民馘首之記載等文獻，認為《臨海水土誌》中對夷洲犬隻短尾之描述與臺灣有差異，進而推判夷洲並非臺灣。
然而，中央研究院科學史委員會委員楊龢之曾於2009年指出，17世紀荷蘭傳教士干治士與清代《諸羅縣誌》、《台海使槎錄》均曾記載臺灣原住民族喜好以已消失之臺灣原生犬種「白獅犬」毛髮製作紡織品。楊龢之認為該犬種絕無可能是由荷蘭人引進臺灣，因為在荷蘭人抵達臺灣之初，就已經對西拉雅族原住民的狗毛紡織品印象深刻。主要證據在於1627 年荷蘭傳教士甘治士寫下之有關紀錄：
（某些西拉雅族人）每個指頭都戴一個戒指，為了使戒指不掉下來，就用狗毛做的紅線綁著。……禮物還包括四、五條粗麻做的腰帶，十一、二件狗毛衣（稱做ethatao），……一大欉狗毛（稱做 ayam mamiang），很珍惜。稻草和狗毛的頭飾，像精製的主教冠。
甘治士作出此記述時，距離荷蘭人進入臺灣發展僅僅3年，難以想像大規模犬種引進與原住民族織品習俗養成可在短短3年之內完成。此正意味臺灣亦有可能曾經存在有別於台灣犬（俗稱台灣土狗）且斷尾亦不妨礙其主要功能（產毛）之非狩獵用犬種。
以上論點有關清代文獻的部分，謝予騰曾於〈夷州是否為臺灣古地名再論－－關於犬尾與犬毛〉一文中有所討論，認為清代記載之「白獅犬」不排除可能為近500年內由荷蘭人或其它航海者帶來之外來犬種，惟尚未就甘治士於1627年荷人入台之初對犬毛織物之見聞進行解釋。對於史前南島語族攜帶「白獅犬」越洋遷徙之可能性，目前學界也較少討論。需注意，即使是台灣犬本身也是由史前南島語族越洋引進之外來種，台灣實際上並無任何原生種犬科動物。因此，目前仍無直接證據能證明可能遭到斷尾之所謂白獅犬必然為大航海時代以後才引進臺灣之外來品種犬隻。
此外，《臨海水土誌》「有犬，尾短如麕尾狀」一語，只見於《後漢書》之李賢注中，卻未見於《太平御覽》等收錄較為完整的版本，此句不排除為後人逕自增補、訛傳。沈瑩所著之原版《臨海水土誌》是否真有涉及短尾犬之描述，本身亦頗具爭議，有關短尾犬之記述或為公元3世紀至5世紀中國沿海居民觀察失準或以訛傳訛所致，而非東吳最初出兵夷洲時之見聞。
若排除人為斷尾之可能，則《後漢書》版《臨海水土誌》所謂短尾犬不只未見於臺灣史前遺址，於東亞、東南亞諸島嶼（日本、琉球、菲律賓、大洋洲島嶼等）之同時期考古遺址亦極其罕見。若僅以短尾犬的存在與否判定夷洲並非臺灣，則夷洲為日本、琉球、菲律賓或其它東南亞、大洋洲島嶼的可能性只會更低。因此對於有關問題，學界迄今仍難有定論。